# Zagreb
Zagreb (în germană Agram, în maghiară Zágráb, latina medievală și cea modernă: Agranum, Zagrabia ori Mons Graecensis, italiană: Zagabria) este capitala Croației. Populația orașului este 792.000 de locuitori (1.100.000 în zona metropolitană). Este situat pe versantul muntelui Medvednica și pe malul râului Sava, la o altitudine de 120 m. Amplasarea favorabilă din punct de vedere geografic în partea de sud-vest a bazinului panonic, care se extinde spre regiunile alpină, dinarică, adriatică și panonică, oferă cea mai bună legătură de trafic între Europa centrală și Marea Adriatică.

## Istoric
Orașul este atestat documentar din anul 1094, într-o diplomă prin care regele Ladislau I al Ungariei a înființat Dieceza de Zagreb. Între episcopii de Zagreb s-au numărat mai mulți clerici transilvăneni, precum Tamás Bakócz și Nicolaus Olahus. Umanistul Andrea Scolari a fost mai întâi episcop de Zagreb, iar apoi episcop de Oradea Mare.
În anul 1669 împăratul Leopold I a înființat Universitatea din Zagreb ca academie iezuită.

## Economie
În Zagreb este centrul industriei metalurgice croate. În oraș este prezentă de asemenea industria textilă, industria chimică, farmaceutică, tipografică și de pielărie, prelucrarea lemnului, industria hârtiei etc.

## Administrație și cultură
În Zagreb se află instituțiile administrative centrale ale statului (legislative, judiciare, executive, monetare, de apărare, de sănătate, culturale, educaționale ș.a.m.d.).

## Monumente

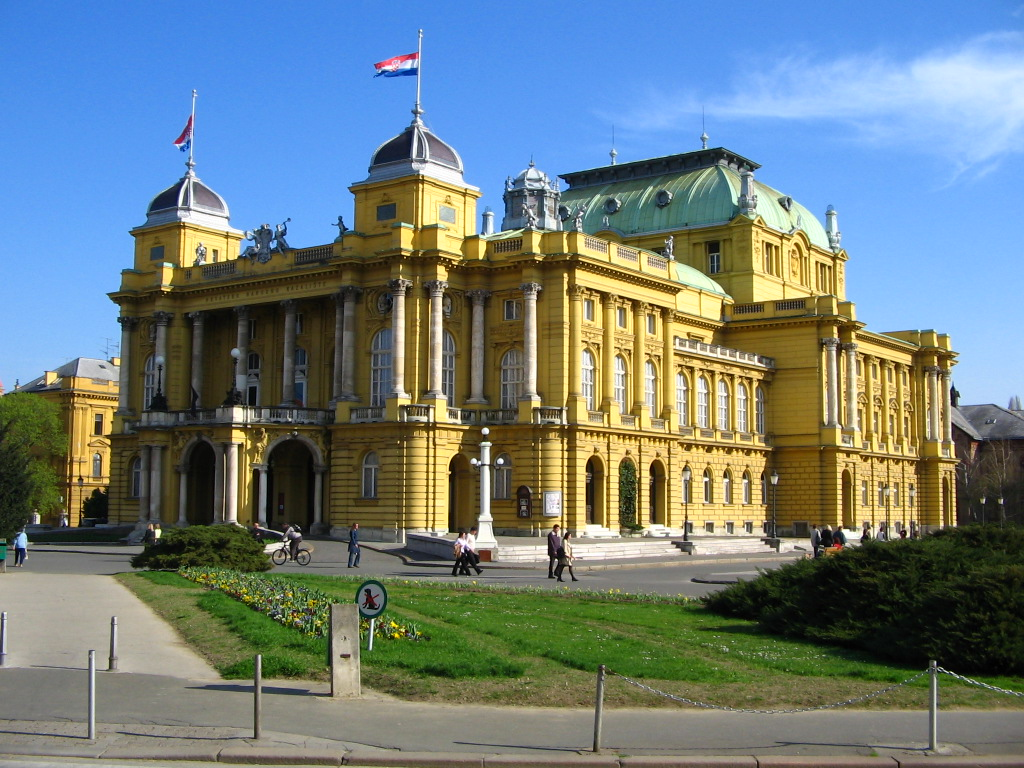
Zagreb

- Teatrul Național Croat

## Personalități născute aici
- Paul Skalici (1534 – 1573), enciclopedist;
- Josip Franjo Domin (1754 – 1819), om de știință;
- Dimitrija Demeter (1811 – 1872), scriitor;
- Vatroslav Lisinski (1819 – 1854), compozitor;
- Eugen Kvaternik (1825 – 1871), om politic;
- Julius J. Epstein (1832 – 1926), pianist;
- August Šenoa (1838 – 1881), scriitor;
- Mathilde Mallinger⁠(d) (1847 – 1920), soprană;
- Maksimilijan Njegovan⁠(d) (1858 – 1930), amiral;
- Franz von Bayros (1866 – 1924), pictor;
- Franjo Bučar (1866 – 1946), scriitor, sportiv;
- Vjekoslav Heinzel (1871 - 1934), arhitect, om politic;
- Ivo Pilar (1874 – 1933), istoric, om politic;
- Paula Wolf-Kalmar (1880 - 1931), șahistă;
- Miroslav Krleža (1893 – 1981), scriitor;
- Zlatko Baloković (1895 – 1965), violonist;
- Rudolf Matz (1901 - 1988), compozitor, violoncelist;
- Jovan Karamata (1902 - 1967), matematician;
- William Feller (1906 – 1970), matematician emigrat în SUA;
- Zinka Milanov (1906 – 1989), soprană;
- Nenad Petrović (1907 - 1989), șahist;
- Stjepan Šulek (1914 - 1986), compozitor, dirijor;
- Ivan Supek (1915 - 2007), scriitor, academician;
- Mirjana Gross (1922 - 2012), scriitoare;
- Stjepan Bobek (1923 – 2010), fotbalist;
- Zlatko Čajkovski (1923 – 1998), fotbalist, antrenor;
- Željko Čajkovski (1925 – 2016), fotbalist, antrenor;
- Ivo Malec (1925 – 2019), compozitor;
- Karlo Bručić (n. 1992), fotbalist;
- Lovro Majer (n. 1998), fotbalist;
- Joško Gvardiol (n. 2002), fotbalist.